# Giuseppe Parlato
Giuseppe Parlato (Milán, 29 de mayo de 1952-Roma, 2 de junio de 2025) fue un historiador italiano. Professore ordinario (catedrático) de Historia Contemporánea, ha sido un reconocido estudioso de las etapas de la unificación italiana y del fascismo. 

## Biografía
Licenciado en Turín en 1974 con una tesis sobre los motines piamonteses de 1821, se trasladó algunos años más tarde a Roma, donde, desde 1977, fue investigador en la Universidad de La Sapienza, en la cátedra de Historia Contemporánea del conocido historiador Renzo de Felice, de quien fue uno de sus discípulos más notables. Tras impartir clases en la facultad de Ciencias Políticas de la Universidad LUISS de Roma, entre 1992 y 1994, enseñó en la Universidad de Camerino. Más tarde fue profesor en la Universitá degli Studi Internazionali de Roma, de la que fue también presidente y rector. Desde mayo de 2023 fue profesor emérito de dicho centro académico.
Presidente de la Fondazione Ugo Spirito e Renzo de Felice (2008-2025), era también el director de sus anales, una revista cuatrimestral denominada Il Presente storico. En el ámbito editorial había dirigido anteriormente las colecciones Contemporanea y Presente Storico de Luni Editrice (Milán), así como de I fatti e la storia de Cantagalli; también fue coordinador de los comités de las revistas Nova Historica y Nuova Storia Contemporanea. Entre 2019 y hasta su muerte presidió el Comité de Historia de la Cruz Roja y de la Medicina de la Cruz Roja italiana.
El 17 de julio de 2023, el Ministerio de Cultura de su país le designó Comisario extraordinario del Instituto Histórico Italiano para la Edad Moderna y Contemporánea y, desde el 22 de febrero de 2024, era director de dicho instituto, formando parte en calidad de tal de la Giunta Storica Nazionale, en la que fue nombrado vicepresidente el 9 de abril de 2024.

## Obras
- Dizionario dei Piemontesi compromessi nei moti del 1821, vol. I, Istituto per la Storia del Risorgimento, Torino 1982.
- Dizionario dei Piemontesi compromessi nei moti del 1821, vol. II, Istituto per la Storia del Risorgimento, Torino 1986.
- Il sindacalismo fascista, vol. II: Dalla "Grande crisi" alla caduta del regime (1930-1943), Bonacci, Roma 1989.
- Il Convegno italo-francese di studi corporativi (1935), Fondazione Ugo Spirito, Roma 1991.
- Riccardo Del Giudice dal sindacato al governo, Fondazione Ugo Spirito, Roma 1992.
- Renzo De Felice: il lavoro dello storico tra ricerca e didattica, (curatore, assieme a Giovanni Aliberti), LED, Milano 1999.
- La sinistra fascista: storia di un progetto mancato, Il Mulino, Bologna 2000.
- Benito Mussolini: una biografia per immagini, Gribaudo, Cavallermaggiore 2001.
- Fascisti senza Mussolini: le origini del neofascismo in italia (1943-1948), Il Mulino, Bologna 2006.
- Mezzo secolo di Fiume: economia e società a Fiume nella prima metà del Novecento, Cantagalli, Siena 2009.
- Gli italiani che hanno fatto l'Italia. 151 personaggi per la storia dell'Italia unita 1861-2011, Rai Eri, Roma 2011.
- Renzo De Felice: Scritti giornalistici, 3 volumi, (curatore), Luni editore, Milano, 2016-2019
- La Fiamma dimezzata. Almirante e la scissione di Democrazia Nazionale, Luni editore, Milano, 2017
- La Nazione dei nazionalisti. Liberalismo, conservatorismo, fascismo, Fallone editore, Taranto, 2020
- Le destre nell'Italia del secondo dopoguerra. Dal qualunquismo ad Alleanza Nazionale (con Andrea Ungari), Rubbettino, Soveria Mannelli 2021.